# Arcus posterior atlantis

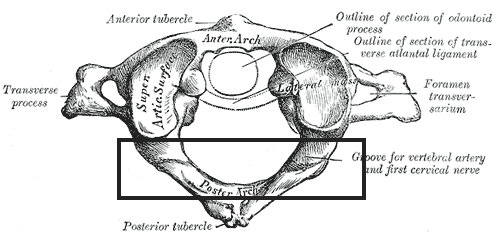
Egy nyakcsigolya (a bekeretezett rész)

Egy nyakcsigolyán a arcus posterior atlantis a csigolya kerületének 2/5-ét alkotja. A tuberculum posterius vertebrae cervicalis-ben végződik.